# Daniel Höglander
Kjell Daniel Höglander, född 28 november 1979 i Sollentuna församling, Stockholms län, död 22 december 2024 i Brännkyrka distrikt i Stockholm, var en svensk kock och traktör. Han drev restaurangen Aloë i Stockholm.

## Biografi
Efter utbildning vid  Sankt Görans restaurangskola i Stockholm anställdes Höglander på Wärdshuset Ulla Winbladh och sedan på Fredsgatan 12. Därefter var han under fem år  köksmästare på Vassa Eggen. År 2005 öppnade han Esperanto tillsammans med Sayan Isaksson. Restaurangen belönades med en stjärna i Guide Michelin 2007. Han lämnade Esperanto 2009 för en tjänst på Operakällaren. 
År 2015 öppnade han och Niclas Jönsson restaurangen Aloë i Långbro. Restaurangen belönades med en stjärna i Guide Michelin 2018, år 2020 utökad till två. 2024 framkom att Höglander hjälpt till att ta fram konceptet till en ny restaurang i Sankt Petersburg, vilket kritiserades i sociala medier på grund av Rysslands invasion av Ukraina. Höglander menade att påhoppen var ”obefogade och orimliga”. En kort tid därefter meddelades att Aloë skulle stänga.
Höglander vann guld med Svenska kocklandslaget 2002 och 2004.
Höglander avled i hjärtstillestånd i december 2024.